# Karl Gustav Limpricht
Karl Gustav Limpricht (født 11. juli 1834, død 20. oktober 1902) var en tysk botaniker og bryolog fra Schlesien. 
Han var fra 1869 lærer i naturfagene ved realskolen og ved lærerfortsættelsesskolen i Breslau. Han har, foruden mange mindre, bryologiske afhandlinger, beskrevet bladmosserne i Cohn’s Kryptogamenflora von Schlesien (1876—1877) og senere i bind 4 af Rabenhorst’s Kryptogamenflora von Deutschland, Oesterreich und der Schweiz (1885—1902).
Limpr. er standardforkortelsen (autornavnet) i forbindelse med en plantes botaniske navn.

## Værker
- Bryotheca Silesiaca (dansk: Schlesiens bladmosser), (Breslau, Verlag J.U. Kern 1876)
- Die Laubmoose Deutschlands, Oesterreichs und der Schweiz. I: Ludwig Rabenhorst: Kryptogamenflora von Deutschland, Oesterreich und der Schweiz. IV/2. – Leipzig: Eduard Kummer, 1890, 2. Aufl. 1895